# Jazz in Kiev
Jazz in Kiev — международный джазовый фестиваль, который проходит в Киеве (Украина), начиная с 2008 года. Время проведения — середина-конец октября. Организатор форума — продюсерский центр «Jazz in Kiev», арт-директором которого является известный радиожурналист Алексей Коган.
Формат фестиваля — три больших концертных дня, которым предшествуют предфестивальные джазовые мероприятия (особое внимание уделяется мастер-классам известных джазовых музыкантов).
Основная концертная площадка фестиваля - Международный центр культуры и искусств (Октябрьский дворец). Ряд фестивальных мероприятий проходит в Культурно-образовательном центре «Мастер Класс» (с 2012 - Дом образования и культуры «Мастер Класс»).

## История

### Jazz in Kiev 2012
Пятый Международный джазовый фестиваль Jazz in Kiev состоялся 26-28 октября 2012 года. Его хедлайнерами стали:
26 октября - новый столичный джазовый оркестр Kiev Big Band, исполнивший музыку украинских композиторов в аранжировках Майкла Филипа Моссмана и супергруппа Miles Smiles, в которой играют сценические партнёры Майлза Дэвиса во главе с Уоллесом Рони;
27 октября - дуэт шведского контрабасиста Ларса Даниэльссона и польского пианиста Лешека Можджера, а также THE TRIO PROJECT японской пианистки Хироми (при участии бас-гитариста Энтони Джексона и барабанщика Саймона Филлипса);
28 октября - проект известного американского вибрафониста Майка Мэйниери и блестящих норвежских музыкантов Northern Lights, а также квинтет американского пианиста Кенни Вернера.

### Jazz in Kiev 2011
Четвёртый Международный джазовый фестиваль Jazz in Kiev состоялся 28-30 октября 2011 года. Украинскую столицу посетили яркие звёзды мирового джаза: бразильская певица Таня Мария (Tania Maria Viva Brazil Quartet) и польское трио Марцина Василевского (Marcin Wasilewski Trio), американские музыканты – Дэвид Кракауэр и Madness Orchestra, квартет барабанщика Антонио Санчеса (Antonio Sanchez & Migration) и квинтет басиста Стива Своллоу (при участии знаменитой пианистки и органистки Карлы Блей) (The Swallow Quintet). Завершили программу фестиваля настоящие звёзды smooth-джаза – американская группа Fourplay.

### Jazz in Kiev 2010
- 29-31 октября 2010 Киев МЦКиИ (Октябрьский дворец) Фестиваль Jazz in Kiev 2010 — Третий Международный джазовый фестиваль Jazz in Kiev

29 октября выступили Dino Saluzzi, Anja Lechner and New Era Orchestra (Argentina — Germany — Ukraine) и Yellowjackets (USA).
30 октября выступили Oregon (USA) и Ли Райтнаур (USA).
31 октября легендарный джазовый пианист Херби Хэнкок (Herbie Hancock) представил в Киеве свой новый проект «The Imagine Project».

### Jazz in Kiev 2009
В 2009 году фестиваль прошёл с 16 по 18 октября. Его участниками стали:
- 16 октября — Bester Quartet (Польша)и Mike Stern Band (США);
- 17 октября — квинтет «Дудко» и музыкальный проект Святослава Вакарчука «Вночі»
- 18 октября — Steve Gadd and Friends (США) и Spyro Gyra (США).

### Jazz in Kiev 2008
Первый фестиваль Jazz in Kiev состоялся в 2008 году. Его участниками стали:
1 день (17 октября 2008) — шведский ансамбль New Tango Orquesta и квинтет трёхкратного обладателя премии Грэмми британского контрабасиста Дэйва Холланда (Dave Holland);
2 день (18 октября 2008) —
- Alex Fantaev band (Украина) feat. Cafe (Бразилия);
- United Quintet (США — Украина), участниками которого, среди прочих, стали «русские американцы» трубач Саша Сипягин и пианист Миша Цыганов;
- вокальный проект известного контрабасиста Авишай Коэна «Avishai Cohen Eastern Unit»

3 день (19 октября 2008) — трио американского гитариста Чарли Хантера (Charlie Hunter) и бэнд мастера вокала Эла Джерро (Al Jarreau) — единственного певца в истории, получившего премии Грэмми сразу в трёх категориях: jazz, pop и R&B (всего же в коллекции музыканта семь «золотых граммофонов»).
В рамках фестиваля состоялись мастер-классы саксофониста Криса Поттера, перкуссиониста Кафе, пианиста Миши Цыганова, трубача Саши Сипягина, контрабасиста Авишаи Коэна и гитариста Чарли Хантера.